# Mathew Luckenbach (schip, 1918)
De Mathew Luckenbach was een Amerikaans stoomvrachtschip van 5.848 ton, dat tijdens de Tweede Wereldoorlog door een Duitse onderzeeboot tot zinken werd gebracht.

## Geschiedenis
Het schip werd in 1918 voltooid op de scheepswerf van Sun Shipbuilding & Drydock Co. Chester, Pennsylvania.
De Mathew Luckenbach werd afgewerkt in oktober 1918 als SS Deerfield voor de U.S. Shipping Board (USSB). Ze werd herdoopt tot Kelvinia in 1926 voor J. Black & Co. In 1930 weer anders genoemd tot Mathew Luckenbach voor Luckenbach SS Co. Inc, New York.

## Tweede Wereldoorlog
De Mathew Luckenbach voer als onderdeel van het grote konvooi HX-229 van New York naar Groot-Brittannië. Er waren 68 bemanningsleden aan boord en het schip was geladen met 8.360 ton aan algemene lading, met inbegrip van staal, graan, munitie, post en legervrachtwagens als deklast.
Om 10.47 uur op 19 maart 1943 werd de Mathew Luckenbach, met kapitein Atwood N. Borden als gezagvoerder, een uitvaller en achterblijver van konvooi HX-229, geraakt door twee van de drie afgevuurde torpedo's van de U-527 onder bevel van Herbert Uhlig. Het vrachtschip had doelbewust het konvooi om 23.00 uur op 18 maart verlaten omdat kapitein Borden en zijn officieren dachten, dat zij een betere kans maakten om alleen te varen, mits de nodige zigzag-koers, nadat al verscheidene schepen waren getorpedeerd, maar zij kwamen in het gebied van de U-bootslag tegen konvooi SC-122. Op dit moment kwamen de konvooien HX-229 en SC-122 bijeen gevaren, totdat ze één groot geheel vormden. Voor de Duitsers was dit een buitenkans om aan te vallen, daar de escorteschepen niet overal tegelijk konden patrouilleren rondom het enorme konvooigeheel.
De eerste torpedo sloeg aan bakboordzijde in die bij ruim 2, een gat van ongeveer negen voet (ong. 2,70 m) lang in de romp nabij de waterlijn veroorzaakte, en de tweede torpedoinslag veroorzaakte bij ruim 4 een ander gat in de scheepsromp. De motoren werden beveiligd en de machinekamer werd hermetisch afgesloten. Een bemanning van acht officieren, 34 matrozen en 26 kanonniers (het schip werd bewapend met één 4-inch, één 3-inch en acht 20-mm kanonnen) verlieten onmiddellijk het nog drijvende vrachtschip in drie reddingsboten en twee vlotten. De voltallige bemanning van de Mathew Luckenbach werden na 90 minuten opgepikt door de kotter USCGC Ingham (WPG 35), die de Amerikaanse bemanning naar Londonderry, Noord-Ierland bracht. Men had waargenomen tijdens de redding, dat de Mathew Luckenbach nog bleef drijven, maar men veronderstelde dat het schip binnen afzienbare tijd toch naar onder zou gaan.
De bevelhebber van de kotter vroeg om een aantal vrijwilligers van de bemanning naar hun schip te laten terugkeren om te zien of het zou kunnen geborgen worden, maar er werd niets voor dit plan voorbereid of zelfs iets ondernomen. In de avond op 19 maart, kwam de U-523 van commandant Werner Pietzsch, naar het nog drijvende wrak van de Mathew Luckenbach en trof haar deze keer fataal om 20.08 uur met een torpedosalvo, die veroorzaakte dat het schip, binnen zeven minuten naar de oceaanbodem wegzonk, in positie 54°23’ noord en 23°34’ west.